# Elecciones presidenciales de Estados Unidos de 1788-1789
Las elecciones presidenciales de Estados Unidos de 1788 y 1789 tuvieron lugar entre el 15 de diciembre y el 10 de enero de los dos años anteriormente mencionados. Fue la primera elección presidencial cuadrienal tras la independencia del país del Imperio británico y la ratificación de la Constitución de los Estados Unidos de América en 1788. Los comicios inauguraron el sistema de Colegio Electoral para la elección del presidente estadounidense, vigente hasta la actualidad, contando con 69 escaños al momento de la primera elección y requiriéndose, por tanto, 35 para ganar.
George Washington, ex Comandante en jefe del Ejército Continental, fue el único candidato presidencial y resultó elegido por unanimidad, con el 100% de los votos y la totalidad de los 69 electores. Al momento de la elección no existían partidos políticos formales y el propio Washington se consideraba neutral en la disputa entre federalistas y antifederalistas que comenzaba a gestarse, por lo que se considera que se trató de una candidatura independiente apoyada por las dos facciones. El 90.5% de los votantes respaldó a candidatos federalistas a electores, mientras que el 9.5% votó a los antifederalistas. El derecho al voto estaba muy restringido a varones blancos que poseyeran propiedades, y el método de elección fue en gran medida mixto. En cinco estados, la legislatura estatal designó a los electores. Los otros seis eligieron a los electores a través de alguna forma que involucraba el voto popular, aunque en solo dos estados la elección dependía directamente del voto estatal de una manera que se parecía más o menos al método moderno en todos los estados. Al mismo tiempo, la participación fue muy baja, con un 11.60% del electorado emitiendo sufragio, mientras que solo el 1.8% de la población total del país estaba habilitada para votar.
Debido a la candidatura única de Washington, cuyo apoyo popular rozaba la unanimidad virtual, la competencia real estuvo centrada en la vicepresidencia, con hasta once candidatos repartiéndose el voto electoral. El federalista John Adams obtuvo en última instancia 34 de los 69 electores, uno por debajo de la mayoría, pero ganó la elección debido a que en ese momento todavía no se exigía una mayoría absoluta general para ganar la vicepresidencia, solo una pluralidad de electores, y Adams obtuvo 25 escaños más que su competidor más cercano, el también federalista John Jay. George Clinton y Edward Telfair, los únicos candidatos vicepresidenciales antifederalistas, recibieron respectivamente 3 y 1 votos.

## Resultados

### General
|  | 90.50 % |

|  | 9.50 % |

|  | 100.00 % |

### Votos y electores por estado
| Estado                                                                        | Estado | George Washington                                    | George Washington                                    | George Washington                                    | George Washington                                    | George Washington                                    | George Washington                                    | Total  |
| Estado                                                                        | Estado | Federalistas                                         | Federalistas                                         | Federalistas                                         | Antifederalistas                                     | Antifederalistas                                     | Antifederalistas                                     | Total  |
| Estado                                                                        | Estado | Votos                                                | %                                                    | Electores                                            | Votos                                                | %                                                    | Electores                                            | Total  |
| ----------------------------------------------------------------------------- | ------ | ---------------------------------------------------- | ---------------------------------------------------- | ---------------------------------------------------- | ---------------------------------------------------- | ---------------------------------------------------- | ---------------------------------------------------- | ------ |
| Connecticut                                                                   | 7      | Sin voto popular                                     | Sin voto popular                                     | 7                                                    | Sin voto popular                                     | Sin voto popular                                     | 0                                                    | 0      |
| Delaware                                                                      | 3      | 685                                                  | 100.00%                                              | 3                                                    | 0                                                    | 0.00%                                                | 0                                                    | 685    |
| Georgia                                                                       | 5      | Sin voto popular                                     | Sin voto popular                                     | 4                                                    | Sin voto popular                                     | Sin voto popular                                     | 1                                                    | 0      |
| Maryland                                                                      | 8      | 5.539                                                | 71.63%                                               | 6                                                    | 2.193                                                | 28.37%                                               | 0                                                    | 7.732  |
| Massachusetts                                                                 | 10     | 17.740                                               | 100.00%                                              | 10                                                   | 0                                                    | 0.00%                                                | 0                                                    | 17.740 |
| New Hampshire                                                                 | 5      | 5.909                                                | 100.00%                                              | 5                                                    | 0                                                    | 0.00%                                                | 0                                                    | 5.909  |
| Nueva Jersey                                                                  | 5      | Sin voto popular                                     | Sin voto popular                                     | 5                                                    | Sin voto popular                                     | Sin voto popular                                     | 0                                                    | 0      |
| Nueva York                                                                    | 8      | La legislatura estatal no designó electores a tiempo | La legislatura estatal no designó electores a tiempo | La legislatura estatal no designó electores a tiempo | La legislatura estatal no designó electores a tiempo | La legislatura estatal no designó electores a tiempo | La legislatura estatal no designó electores a tiempo | 0      |
| Carolina del Norte                                                            | 7      | Todavía no ratificaba la constitución                | Todavía no ratificaba la constitución                | Todavía no ratificaba la constitución                | Todavía no ratificaba la constitución                | Todavía no ratificaba la constitución                | Todavía no ratificaba la constitución                | 0      |
| Pensilvania                                                                   | 10     | 6.711                                                | 90.90%                                               | 10                                                   | 672                                                  | 9.10%                                                | 0                                                    | 7.383  |
| Rhode Island                                                                  | 3      | Todavía no ratificaba la constitución                | Todavía no ratificaba la constitución                | Todavía no ratificaba la constitución                | Todavía no ratificaba la constitución                | Todavía no ratificaba la constitución                | Todavía no ratificaba la constitución                | 0      |
| Carolina del Sur                                                              | 7      | Sin voto popular                                     | Sin voto popular                                     | 7                                                    | Sin voto popular                                     | Sin voto popular                                     | 0                                                    | 0      |
| Virginia                                                                      | 12     | 3.040                                                | 70.16%                                               | 7                                                    | 1.293                                                | 29.84%                                               | 3                                                    | 4.333  |
| Total                                                                         | 91     | 39.624                                               | 90.50%                                               | 65                                                   | 4.158                                                | 9.50%                                                | 4                                                    | 43.782 |
| Fuente: Atlas de las Elecciones Presidenciales de Estados Unidos de Dave Leip |        |                                                      |                                                      |                                                      |                                                      |                                                      |                                                      |        |